# William Neville, 1:e earl av Kent
William Neville, 1:e earl av Kent, Lord Faulconberg, född före 1412, död 1463.
Han var son till Ralph Neville, 1:e earl av Westmorland och Joan Beaufort (dotter till Johan av Gent). Han var farbror till Richard Neville, 16:e earl av Warwick. Han var gift med Joan Faucomberge, med vilken han hade tre döttrar. Utanför äktenskapet hade han sonen Thomas Faucomberge.
Riddare av Strumpebandsorden 1440. 29 mars 1461 stred han i slaget vid Towton.